# Uragano Floyd
L'uragano Floyd fu il terzo grande uragano nella stagione degli uragani atlantici 1999. Floyd fu la causa di un gran numero di evacuati (2,6 milioni, il terzo nella storia degli Stati Uniti dopo l'Uragano Gustav e l'Uragano Rita), e si stimarono danni per 6,9 miliardi di dollari in soli cinque stati. L'uragano di tipo capoverdiano si formò al largo delle coste dell'Africa e durò dal 7 al 19 settembre. Raggiunse il massimo del livello 4 e per poco non passò al livello 5 secondo la Scala Saffir-Simpson. È stato tra i più grandi uragani atlantici per forza distruttiva.
Floyd colpì le Bahamas durante le ore di punta, provocando ingenti danni. Poi lasciò le isole tropicali per abbattersi sulla East coast causando evacuazioni massicce che provocarono a loro volta il caos nel paese. Tuttavia, la tempesta si indebolì in maniera significativa prima di procedere verso la costa della Carolina del Nord dove arrivò come un uragano di categoria 2, scatenando però ulteriori danni.
L'uragano scatenò piogge torrenziali nella parte orientale della Carolina del Nord e basta pensare la difficoltà della situazione dato che poche settimane prima l'Uragano Dennis aveva portato piogge distruttive. La pioggia fu la causa principale delle inondazioni diffuse nel corso di un periodo di alcune settimane. In totale, Floyd è stato responsabile di 57 morti e 4,5 miliardi di dollari (6 miliardi di dollari nel 2008) per i danni, soprattutto nella Carolina del Nord.

## Storia della tempesta
Floyd nacque come onda tropicale il 2 settembre. Si spostò verso ovest e rimase solo una depressione fino al 7 settembre quando una banda di curve di profonda convenzione si sviluppò sul centro in risposta ad un anticiclone in via di sviluppo. Una forte cresta di alta pressione a nord costrinse il ciclone tropicale in via di sviluppo a spostarsi verso ovest su acque più calde, il che ha permesso a Floyd di trasformarsi da semplice depressione atlantica a vera e propria tempesta.

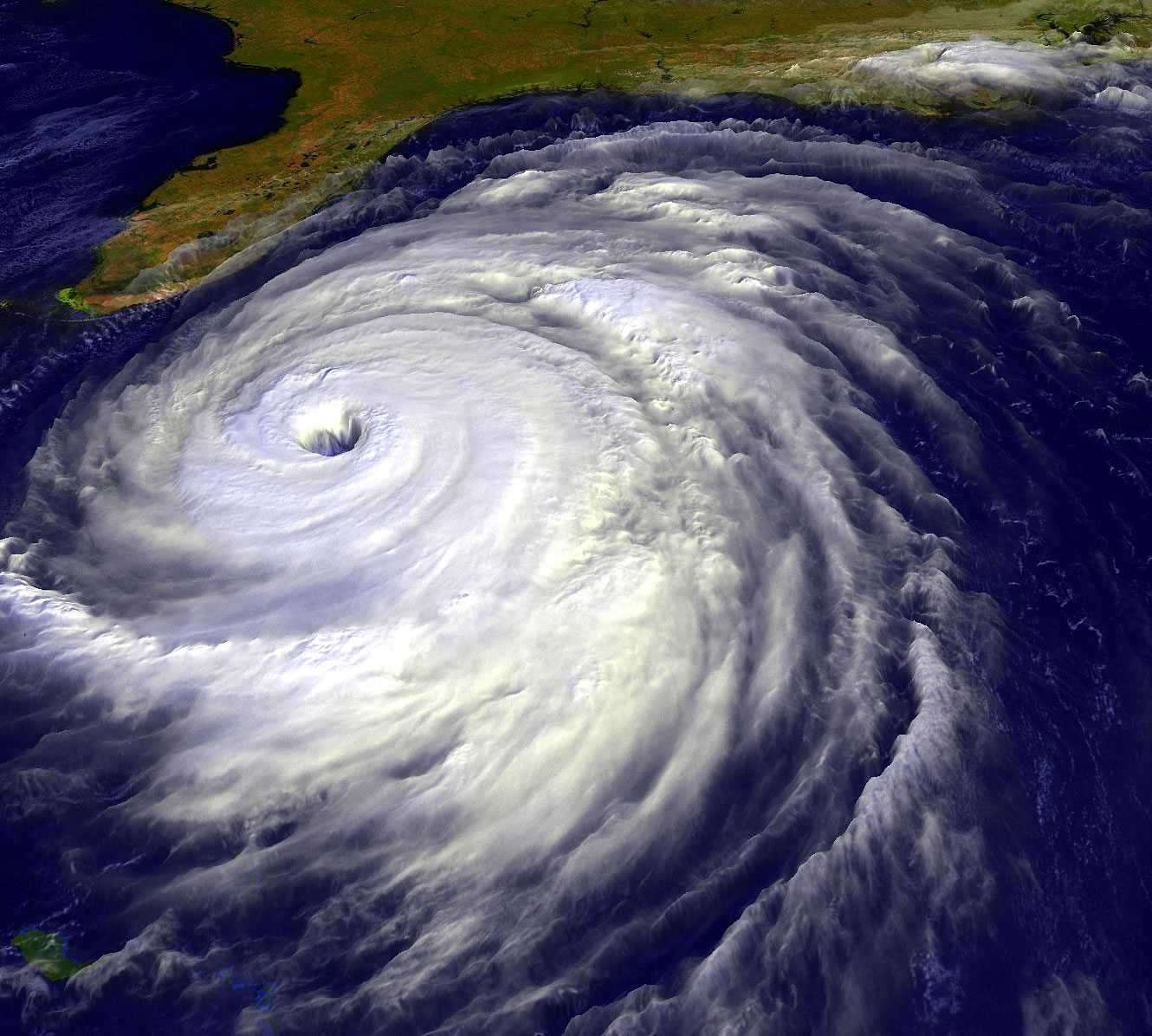
Immagine satellitare di Floyd al largo della Florida

Anche se era una grande tempesta, Floyd inizialmente mancava di un nucleo interno ben definito. Il 10 settembre ha raggiunto lo status di uragano e il giorno dopo Floyd si avvicinò ai 175 km/h, mentre era a nord delle Isole Sopravento settentrionali. Improvvisamente, Floyd iniziò a perdere forza e i suoi venti calarono bruscamente a 135 km/h solo per poco. Riacquistò la sua forza ruotando a ovest con l'aiuto dei flussi di vento di un anticiclone e della temperatura della superficie del mare particolarmente elevata. I suoi venti allora riacquistarono immediatamente potenza con velocità tra i 175 km/h e i 250 km/h. Oltre a questo, la mattina del 13 settembre diede vita ad un ulteriore abbassamento della pressione (921 hPa).
L'uragano Floyd rischiò più volte in 12 ore di arrivare alla categoria 5, mentre attraversava le Bahamas, colpendo principalmente le isole di Eleuthera e Abacos. Nell'occhio del ciclone, i venti "si calmarono" e scesero a 195 km/h. Alla fine di questo processo, i venti si stabilizzarono e fermarono l'uragano alla categoria 4.
Improvvisamente, Floyd cambiò completamente il suo percorso dirigendosi a nord-ovest e sorprendendo tutte le aspettative. Poi seguì una traiettoria a 175 km dalla costa orientale della Florida. Successivamente, si indebolì per l'infiltrazione di aria secca. Tuttavia, la tempesta mantenne stabile ed enorme il suo diametro facendo sentire la potenza devastatrice dei venti anche a 935 km dal suo centro, diventando così uno dei più grandi uragani della storia.

## Preparativi

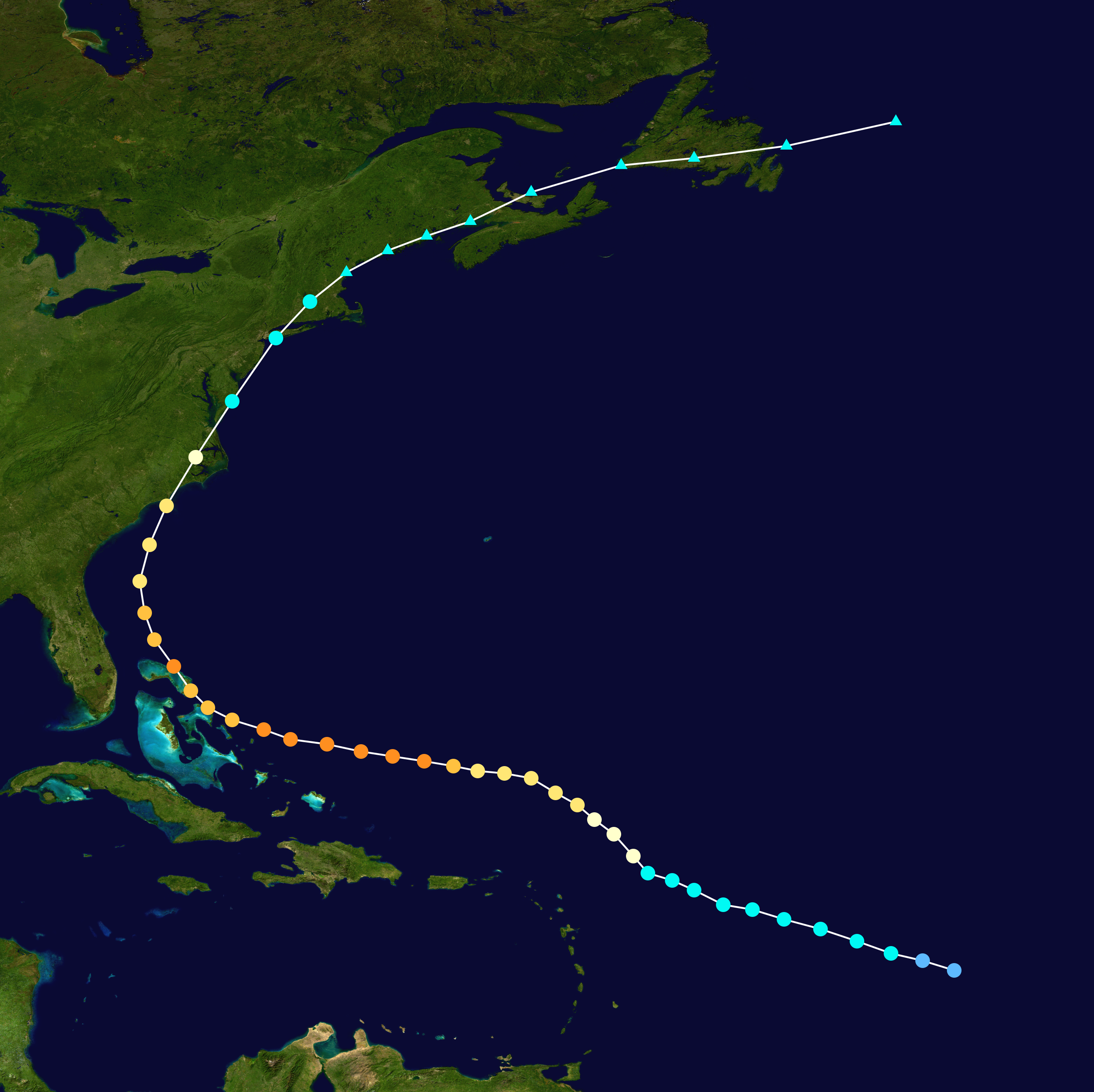
Percorso di Floyd

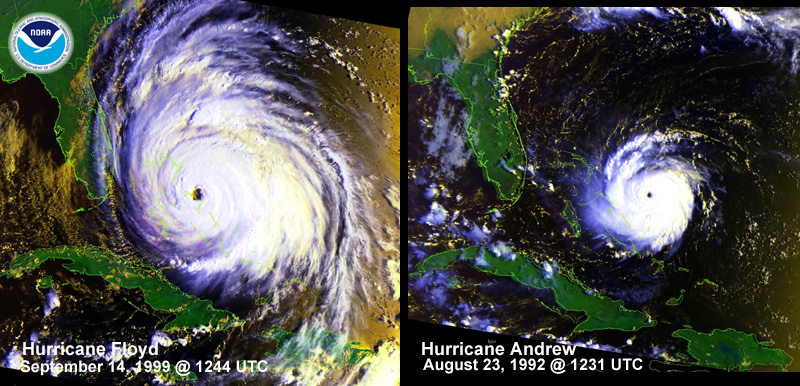
Foto satellitare che mostra le differenze del diametro tra Floyd e l'Uragano Andrew

La previsione della traiettoria di Floyd fu eccellente durante il suo viaggio in mare aperto ma quando arrivò sulle coste le previsioni cominciarono a sbagliare. Ma la cosa strana è che le previsioni non avevano mostrato questo passaggio a nord (almeno prima che toccasse terra), quel passaggio che provocherà la maggior parte delle vittime.
Per quasi tutta la costa orientale degli Stati Uniti, da Florida City (Florida) a Plymouth fu fissata l'allerta meteo. Solo una piccola parte di questo corridoio fu infatti colpita da venti della Scala di Beaufort. L'ultima volta che fu lanciato un allarme così grande fu con l'Uragano Donna nel 1960.
La paura più grande era che un altro uragano di categoria 4 in Florida dopo l'uragano Andrew del 1992 potesse causare ulteriori danni. Nel frattempo, più di un milione di abitanti della Florida scapparono dalle coste. Di queste persone, solo 272 000 si rifugiarono nella Contea di Miami-Dade.
L'allora Presidente degli Stati Uniti (Bill Clinton) dichiarò uno stato di estrema emergenza sia in Florida che in Georgia, in previsione dell'arrivo della tempesta. Appena la tempesta iniziò a dirigersi verso nord, aumentò rapidamente e vertiginosamente il numero di evacuati e altrettanto velocemente e vertiginosamente saliva il numero di aree distrutte.
La tempesta provocò una vasta evacuazione di 2.6 milioni di persone senza provocare grossi disagi lungo le aree costiere della Florida, della Georgia e delle due Caroline.
Fu previsto che la tempesta avrebbe dovuto devastare Cape Canaveral, con venti oltre i 225 km/h e tutti i lavoratori del John F. Kennedy Space Center furono evacuati. Gli hangar che ospitavano allora tre navette spaziali, erano in grado di sopportare i venti fino a 170 km/h e venti a queste velocità avrebbero potuto causare danni da milioni di dollari (dalle navette spaziali agli stessi hangar). In questo teorico scenario, il danno sarebbe stato aggravato dall'acqua, che se fosse riuscita ad entrare nell'edificio avrebbe causato seri danni all'elettricità e a tutto quello che aveva a che far con quest'ultima. Quando Floyd arrivò a Cape Canaveral, si dimostrò meno forte del previsto facendo sbagliare nuovamente le previsioni.
Inoltre, l'acqua non entrò neanche in minima parte nell'edificio. In pratica, i danni furono minori e meno gravi del previsto e le riparazioni risultarono rapide, facili ed economiche.
Un'allerta fu lanciata per la fascia costiera della Carolina del Nord 27 ore prima dell'arrivo di Floyd. Tuttavia, a causa delle dimensioni della tempesta, le previsioni erano incerte su come Floyd avrebbe attaccato il paese. Il sistema scolastico e le imprese di tutto il paese chiusero per il giorno in cui era previsto l'arrivo del ciclone ma fu solo la Pianura costiera dell'Atlantico a sostenere ingenti danni; la città di Raleigh ebbe l'enorme fortuna di riuscire ad evitare il tornado.
A New York, le scuole pubbliche restarono chiuse il 16 settembre 1999, il giorno in cui Floyd devastò la zona. Questo fu uno dei pochi casi in cui la città decise di chiudere le scuole, il che avviene in media una volta in qualche anno. Prima di Floyd, l'ultima volta che New York chiuse le scuole fu per il blizzard nordamericano del 1996. Dopo Floyd, le scuole della città chiusero in occasione degli attentati dell'11 settembre 2001.

## Impatto
| Bahamas           | 1  |
| Carolina del Nord | 35 |
| Virginia          | 3  |
| Delaware          | 2  |
| Pennsylvania      | 6  |
| New Jersey        | 6  |
| New York          | 2  |
| Connecticut       | 1  |
| Vermont           | 1  |
| Totale            | 57 |

Con 57 morti, Floyd provocò un numero modesto di morti e scontri negli Stati Uniti, con 71 morti di differenza rispetto al più debole uragano Agnes (1972). È stato anche uno degli uragani più costosi per la nazione. La maggior parte dei morti e dei danni è stata rilevata nelle zone interne dei paesi. In Carolina del Nord i danni sono dovuti principalmente alle inondazioni.

### Bahamas
L'uragano Floyd sferzò le Bahamas con venti di 250 km/h e causando onde alte fino e oltre 15 metri in altezza. Con onde alte più di sei metri, la tempesta inondò isole alte al massimo fino a 1.5 metri. Il vento e le onde fecero andar via l'elettricità e interruppero le linee di comunicazione, disturbando l'energia elettrica e i servizi telefonici per giorni. I danni maggiori sono stati rilevati sulle isole Abaco, Cat, San Salvador e Eleuthera; in questi luoghi Floyd sradicò alberi e distrusse molte case. Numerosi ristoranti, alberghi, negozi e case furono devastati, limitando gravemente il turismo, attorno al quale ruota la maggior parte dell'economia delle isole. L'elettricità mancò per giorni e di cibo ne rimase poco e così la situazione peggiorava di giorno in giorno. I danni furono tali che venne a mancare anche l'acqua. Questa situazione paradossale portò all'unico decesso che ci fu nel paese pochi giorni prima dell'arrivo dei soccorsi.
Le Bahamas ricevettero $ 435 000 in seguito alla tempesta per la ricostruzione. Gli alimenti, invece, arrivarono in gran parte tramite pacchi. La Banca dello Sviluppo Interamericano diede in prestito 21 milioni di dollari all'arcipelago per il ripristino dei ponti, delle strade, delle dighe marittime, delle banchine, oltre a numerosi progetti in costruzione.

### Stati Uniti sud orientali
Anche se più di un milione di abitanti furono evacuati in Florida, lo stato fu solo leggermente colpito da Floyd. Delle forti onde e venti possenti erosero in modo rilevante la spiaggia e distrussero pontili e barche nella Contea di Brevard e nella Contea di Volusia. Lungo la costa piovve abbondantemente (ad esempio, a Sanford si raggiunsero gli 81 mm). I venti di Floyd abbatterono centinaia di alberi e danneggiarono 357 case. I danni nel nord-est della Florida ammontarono subito a $ 46.5 milioni, una nullità rispetto a quanto era stato previsto.
La Georgia e la Carolina del Sud, anche se minacciate dalla tempesta, furono in gran parte risparmiate da questa rispetto ad altri paesi come la Carolina del Nord o le Bahamas. Alcune aree orientali della Carolina del Sud riportarono circa 400 mm di pioggia caduta.

### Carolina del Nord

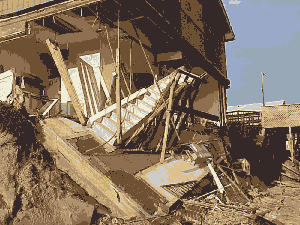
Danni a delle proprietà costiere nella città di Pine Knoll Shores.

La Carolina del Nord fu sicuramente il paese più devastato fra tutti quelli colpiti dalla tempesta. Non a caso, è proprio qui che si registrò il numero di morti più alto dovuto a Floyd; ben trentacinque decessi. I danni furono i più costosi per gli Stati Uniti: si trattava di miliardi di danni, principalmente dovuti alle inondazioni.

L'uragano Floyd mentre entra in Carolina del Nord visto al radar.

L'uragano qui arrivò a generare addirittura tanti piccoli tornado, che però crearono lievi danni. L'elettricità mancò a 500 000 persone durante il passaggio della tormenta che distrusse completamente le linee elettriche di tutto il paese.
Poche settimane prima di Floyd, l'uragano Dennis portò 38 cm di pioggia nel sud-est della Carolina del Nord. Quando l'uragano Floyd arrivò nel paese, provocò tanti temporali simultanei che solo a Wilmington accumularono 48 cm di pioggia. Per fortuna, i temporali durarono poco ma le conseguenze furono disastrose. I nubifragi furono rafforzati da un fronte di aria fredda di passaggio.
La pioggia incessante provocò lo straripamento dei fiumi; quasi tutti i bacini idrografici nella parte orientale della Carolina del Nord raggiunsero il record di quantità di acqua contenuta dopo 500 anni. La maggior parte delle inondazioni avvenne di notte; Floyd fece scendere a terra ben 430 mm di pioggia durante il suo passaggio. Gli abitanti della zona che erano rimasti, erano informati di quello che stava succedendo perché l'acqua entrava in tutti i modi nelle loro case. La Guardia Nazionale e la Guardia Costiera salvarono quasi 1700 persone che erano bloccate sui tetti a causa dell'acqua che aumentava velocemente e sommergeva tutte le case. Al contrario, nelle zone più colpite i fiumi non strariparono né durante né dopo la tempesta.
Il passaggio dell'uragano Irene quattro settimane dopo, portò altri 150 mm di pioggia con conseguenti e successive inondazioni.
     dal 17 settembre
     dal 23 settembre
     dal 30 settembre

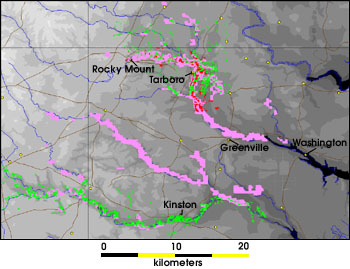
Aree inondate dal fiume Tar e dal fiume Neuse
dal 17 settembre
dal 23 settembre
dal 30 settembre

Il fiume Tar inondò di più rispetto agli altri fiumi con un'altezza di 7,3 metri oltre la media. Le inondazioni iniziarono sul Monte Rocky. Il 30% della montagna restò sommersa per diversi giorni. A Tarboro, gran parte del centro cittadino era sommerso da diversi metri d'acqua. Nelle vicinanze, la città storica di Princeville fu in gran parte distrutta quando le acque del fiume superarono l'argine che proteggeva la città dalle inondazioni di minore intensità. La città restò sott'acqua (circa 6 metri) per dieci giorni. Più a valle, c'era la città di Greenville che soffrì ancora di più la potenza e l'impeto delle inondazioni; solo qui i danni ammontarono a $ 1,6 miliardi. Washington (Carolina del Nord) (da non confondere con la capitale degli Stati Uniti), fu devastata ancora più violentemente.

### Virginia

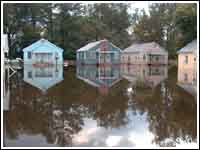
Inondazione a Franklin, Virginia.

Come nella Carolina del Nord, Floyd generò piogge torrenziali, con un picco dim 42 cm di pioggia a Newport News. La pioggia fece straripare il fiume Chowan. Il fiume Blackwater inondò la città di Franklin con 3,6 metri di acqua. Per colpa dell'acqua abbondante, la città restò isolata per alcuni giorni. L'acqua sommerse 182 negozi e 150 case, facendo di quest'alluvione la più disastrosa negli ultimi settanta anni. Inoltre, due dighe lungo il fiume Rappahannock si spaccarono a causa della forza delle inondazioni. In tutta il paese, Floyd danneggiò 9 250 case, uccise 3 persone e causò danni da 101 milioni di dollari.

### Medio Atlantico
Quando Floyd colpì la costa del Medio Atlantico, non provocò tanti danni come aveva fatto nelle zone dove era passato precedentemente. Ciò non significa che qui la tempesta ebbe pietà, anzi, furono registrati subito gravi danni alla navigazione interna. A questa situazione si aggiunsero le solite piogge torrenziali con venti molto forti lungo tutti gli stati del Medio Atlantico. Le piogge e i venti arrivarono fino a New York e a Long Island.
A Chestertown la pioggia raggiunse i 350 mm, anche se più o meno in tutto il Maryland si raggiunsero questi livelli. Le inondazione causarono danni moderati a strade e ponti, con un conseguente danno di $ 7,9 milioni per tutto lo stato. Inoltre, ci furono circa 251.000 residenti che rimasero senza l'elettricità a causa del forte vento che abbatté tutti i tralicci delle linee elettriche.
A Somerville si raggiunse un picco di 339 mm di pioggia ma anche negli altri paesi si raggiunsero questi livelli. Ad esempio, nella Contea di Kent caddero 314 mm di pioggia. Il fiume Raritan inondò le zone circostanti con 1,4 metri d'acqua. La piccola città di Bound Brook stabilì un vero e proprio record per il numero di inondazioni: la prima di queste sommerse la città sotto 13 metri d'acqua, la seconda sotto più di 4 metri e la terza sotto quasi 4 metri per un totale di circa 21 metri. Annegarono tre persone.

### New England e Canada
Floyd causò interruzioni di corrente e grandi danni dovuti alle alluvioni in tutto il New England, con oltre 130 mm di pioggia. La città di Danbury fu sommersa da 380 mm di pioggia che furono seguiti da disastrose inondazioni. Sulle Berkshire Mountains (nel Massachusetts occidentale) furono segnalate numerose frane. Molte autostrade principali del Connecticut e del Massachusetts furono chiuse per molti giorni a causa della pioggia e degli alberi abbattuti.
Prima di Floyd, nel New England ci fu una grave siccità. Quindi la tempesta portò anche un po' di bene e refrigerio, se si escludono i danni. Infatti, molti alberi secolari furono sradicati da venti oltre i 100 km/h con conseguenti danni alle infrastrutture.
Quando la tempesta arrivò sulle coste canadesi, era ormai sul punto di dissiparsi ma non per questo fu sottovalutata. Infatti, nonostante la sua potenza fosse minima, a sud delle Province marittime i suoi venti ebbero ancora la forza di alzare onde alte fino a nove metri. Nel Nuovo Brunswick e nel Québec meridionale caddero tra i 25 e i 75 mm. Stavolta però, non ci furono inondazioni. Tuttavia, nell'Estrie e nel Beauce, ci furono accumuli di pioggia tra i 60 e i 120 mm (tra il 16 e il 17 settembre) che causarono piccoli danni.
Sull'Île d'Orléans, vicino alla città di Québec, il vento arrivò fino a 83 km/h con raffiche fino a 119 km/h, secondo le constatazioni della METAR. Non lontano da lì, sulla riva sud del fiume San Lorenzo i venti arrivarono fino a 102 km/h furono registrate e con gravi perdite alle colture di grano e mais.